# Актинидия
Актинидията (Actinidia) е род, включващ многогодишни цъфтящи лиани, подобни на лозата, раждащи всеизвестния плод киви. Родът е наименуван от английския ботаник Джон Линдли и е причислен към семейство Актинидиеви.

## Обща характеристика
Стъблата на това растение достигат дължина между 6 и 30 m. Листата на актинидията са прости, с дръжка. При някои са леко мъхести, сърцевидни и с назъбена периферия. Една много отличителна черта на тези растения е, че са двудомни - мъжки и женски. Това означава, че за да плододава една актинидия задължително трябва да има повече от едно растение. В противен случай няма как да бъде опрашена и няма да може да формира плодове. Цветовете на мъжките растения притежават само тичинки, доколкото при тези на женските се наблюдава единствено плодник. Въпреки това обаче има и малко видове, които са еднодомни - нямат нужда от други актинидии, за да дадат киви. Цветовете обикновено са бели на цвят. Плодовете са различни по размер, с мъхеста кафява обвивка и зелени във вътрешната си част. Много хора ги оприличават на картофи. Семената са ситни и черни.

## Местообитание
Естествено разпространен е в източна Азия.

## Видове
Родът включва между 40 и 60 вида.
| - Actinidia arguta - Actinidia arisanensis - Actinidia callosa - Actinidia carnosifolia - Actinidia chengkouensis - Actinidia chinensis - Actinidia chrysantha - Actinidia cinerascens - Actinidia cordifolia - Actinidia coriacea - Actinidia cylindrica - Actinidia deliciosa | - Actinidia eriantha - Actinidia farinosa - Actinidia fasciculoides - Actinidia fortunatii - Actinidia fulvicoma - Actinidia glauco-callosa - Actinidia glaucophylla - Actinidia globosa - Actinidia gracilis - Actinidia grandiflora - Actinidia hemsleyana - Actinidia henryi | - Actinidia laevissima - Actinidia lanceolata - Actinidia latifolia - Actinidia leptophylla - Actinidia liangguangensis - Actinidia macrosperma - Actinidia maloides - Actinidia melanandra - Actinidia melliana - Actinidia obovata - Actinidia pilosula - Actinidia polygama | - Actinidia rubus - Actinidia rudis - Actinidia rufotricha - Actinidia sabiaefolia - Actinidia sorbifolia - Actinidia stellato-pilosa - Actinidia styracifolia - Actinidia suberifolia - Actinidia tetramera - Actinidia trichogyna - Actinidia ulmifolia - Actinidia umbelloides | - Actinidia valvata - Actinidia vitifolia - Actinidia venosa - Actinidia holotricha - Actinidia indochinensis - Actinidia kolomikta - Actinidia purpurea - Actinidia rubricaulis |